# Hut tax
La hut tax (littéralement « taxe à la case », en langage moderne « taxe d'habitation ») était un impôt instauré par les autorités coloniales britanniques en Afrique, s'appliquant par habitation ou par ménage. Il pouvait être payé en unités monétaires (en argent), en travail, en produits agricoles ou en têtes de bétail. Cela profitait aux autorités coloniales en soutenant la monnaie, en développant l'économie monétaire et permettait de forcer les Africains à travailler au bénéfice de l'économie coloniale. Les ménages dont la richesse reposait sur la possession de têtes de bétail étaient obligés de travailler pour les colons afin de se procurer de l'argent permettant de payer les impôts. L'économie coloniale reposait sur le travail des Africains pour construire les villes et les chemins de fer, travailler dans les plantations et, notamment en Afrique australe, pour exploiter les mines.

## Afrique du Sud
À l'époque coloniale, des hut taxes sont instaurées en Afrique australe.
Au Natal, la loi 13 de 1857 demande un paiement de 14 shillings par habitation occupée par des autochtones. Les autochtones vivant dans des demeures de style européen avec une seule épouse en étaient exemptés. 
Dans la région de ce qui deviendra le Transkei, la taxe était de 10 shillings par habitation. 
Dans la colonie du Cap, plusieurs formes de house duty (« impôt par habitation ») existèrent depuis les années 1850. La taxe était applicable à tout propriétaire d'un logement, sans considération de race ou de lieu de résidence, mais elle n'était que partiellement recouvrée, notamment en zone rurale. Une taxe par habitation généralisée est instaurée par la loi 9 de 1870, et elle est plus largement appliquée, car le gouvernement connaît des difficultés financières à ce moment. Cette taxe, très impopulaire, fut supprimée en 1872 (loi 11 de 1872), mais une taxe nouvelle et encore plus élevée fut instaurée par le gouvernement Sprigg durant la guerre de 1878, à cause des dépenses de guerre. La plus controversée des hut taxes du Cap fut mise en place par la loi 37 de 1884, dont le montant était de 10 shillings et dont seuls les personnes âgées et les infirmes étaient exemptés. Elle fut abrogée par la loi 4 de 1889.

## Zimbabwe
Au Mashonaland, aujourd'hui une région du Zimbabwe, la hut tax est introduite en 1894 sur la base de 10 shillings par habitation. Quoique autorisée par le bureau des Colonies (Colonial Office), elle est payée à la British South Africa Company, agissant pour le compte du gouvernement colonial. En lien avec la confiscation de bétail, l'introduction du travail forcé et une série de catastrophes naturelles, elle contribue, en 1896, au soulèvement des Shona contre le gouvernement colonial, ce qu'on appelle « première Chimurenga » ou « Seconde Guerre ndébélé ».

## Autres pays
La taxe fut également instaurée par les gouvernements coloniaux dans le Protectorat de l'Ouganda vers 1900 et en Rhodésie du Nord (actuelle Zambie) jusqu'en 1921. En Sierra Leone, elle déclenche la Hut Tax War of 1898 (en) ; dans le district de Ronietta, il en résulte de graves dommages infligés aux établissements de la Home Missionary Society. Ces dommages feront l'objet d'un recours légal, qui sera jugé en 1920 par un tribunal international.
Le Liberia met également en place cette taxe, qui conduit à une révolte du peuple Krou en 1915,.